# Lány 100 méteres hátúszás a 2010. évi nyári ifjúsági olimpiai játékokon
A 2010. évi nyári ifjúsági olimpiai játékokon az úszás lány 100 méteres hátúszás versenyszámát augusztus 15. és augusztus 16. között rendezték meg a Singapore Sports Schoolban.

## Előfutamok

### 1. Futam
| H  | P | Név                 | Nemzet   | Idő     | Mj |
| -- | - | ------------------- | -------- | ------- | -- |
| 1. | 6 | Carina Macavei      | Románia  | 1:06.27 |    |
| 2. | 3 | Lee-Ann Rose        | Barbados | 1:08.41 |    |
| 3. | 4 | Sara Hayajna        | Jordánia | 1:09.04 |    |
| 4. | 5 | Daoheuang Inthavong | Laosz    | 1:29.89 |    |

### 2. Futam
| H  | P | Név                     | Nemzet                  | Idő     | Mj |
| -- | - | ----------------------- | ----------------------- | ------- | -- |
| 1. | 5 | Renee Stothard          | Új-Zéland               | 1:04.94 | Q  |
| 2. | 3 | Oneida Cooper           | Dél-afrikai Köztársaság | 1:06.05 |    |
| 3. | 6 | Gabriela Nikitina       | Lettország              | 1:06.30 |    |
| 4. | 4 | Alexandra Dobrin        | Románia                 | 1:06.31 |    |
| 5. | 2 | Kendese Nangle          | Jamaica                 | 1:06.43 |    |
| 6. | 7 | Adeline Shu Jian Winata | Szingapúr               | 1:08.06 |    |
| 7. | 8 | Lara Butler             | Kajmán-szigetek         | 1:08.98 |    |
| 8. | 1 | Chriselle Wyn Jia Koh   | Szingapúr               | 1:09.93 |    |

### 3. Futam
| H  | P | Név                 | Nemzet        | Idő     | Mj |
| -- | - | ------------------- | ------------- | ------- | -- |
| 1. | 4 | Darina Zevina       | Ukrajna       | 1:02.55 | Q  |
| 2. | 3 | Ida Lindborg        | Svédország    | 1:04.17 | Q  |
| 3. | 2 | Yulduz Kuchkarova   | Üzbegisztán   | 1:04.63 | Q  |
| 4. | 8 | Marie Jugnet        | Franciaország | 1:04.77 | Q  |
| 5. | 1 | Martina Elhenicka   | Csehország    | 1:04.80 | Q  |
| 6. | 6 | Mina Ochi           | Japán         | 1:05.52 |    |
| 7. | 7 | Mabel Sulic         | Horvátország  | 1:07.50 |    |
| 8. | 5 | Jekatyerina Rudenko | Kazahsztán    | 1:08.32 |    |

### 4. Futam
| H  | P | Név                | Nemzet           | Idő     | Mj |
| -- | - | ------------------ | ---------------- | ------- | -- |
| 1. | 6 | Lovisa Eriksson    | Svédország       | 1:04.10 | Q  |
| 2. | 5 | Allison Roberts    | Egyesült Államok | 1:04.53 | Q  |
| 3. | 4 | Klaudia Nazieblo   | Lengyelország    | 1:04.57 | Q  |
| 4. | 3 | Sarah Rolko        | Luxemburg        | 1:05.38 |    |
| 5. | 1 | Madison Wilson     | Ausztrália       | 1:05.54 |    |
| 6. | 2 | Lourdes Villasenor | Mexikó           | 1:06.29 |    |
| 7. | 8 | Diana Chang        | Ecuador          | 1:06.37 |    |
| 8. | 7 | Ting Chen          | Tajvan           | 1:07.32 |    |

### 5. Futam
| H  | P | Név                   | Nemzet      | Idő     | Mj |
| -- | - | --------------------- | ----------- | ------- | -- |
| 1. | 3 | Alekszandra Papusa    | Oroszország | 1:02.33 | Q  |
| 2. | 4 | Bai Anqi              | Kína        | 1:03.40 | Q  |
| 3. | 5 | Vatanabe Jukiko       | Japán       | 1:04.23 | Q  |
| 4. | 7 | Juanita Barreto       | Kolumbia    | 1:04.47 | Q  |
| 5. | 6 | Dörte Baumert         | Németország | 1:04.58 | Q  |
| 6. | 1 | Isabella Arcila       | Kolumbia    | 1:04.87 | Q  |
| 7. | 8 | Lotta Nevalainen      | Finnország  | 1:04.93 | Q  |
| 8. | 2 | Monica Ramirez Abella | Andorra     | 1:05.73 |    |

## Elődöntő

### 1. Futam
| H  | P | Név             | Nemzet                  | Idő     | Mj |
| -- | - | --------------- | ----------------------- | ------- | -- |
| 1. | 4 | Darina Zevina   | Ukrajna                 | 1:02.57 | Q  |
| 2. | 5 | Lovisa Eriksson | Svédország              | 1:03.48 | Q  |
| 3. | 7 | Marie Jugnet    | Franciaország           | 1:04.02 | Q  |
| 4. | 3 | Vatanabe Jukiko | Japán                   | 1:04.24 |    |
| 5. | 2 | Dörte Baumert   | Németország             | 1:04.36 |    |
| 6. | 6 | Allison Roberts | Dél-afrikai Köztársaság | 1:04.55 |    |
| 7. | 1 | Isabella Acrila | Kolumbia                | 1:04.98 |    |
| 8. | 8 | Renee Stothard  | Új-Zéland               | 1:05.11 |    |

### 2. Futam
| H  | P | Név                | Nemzet        | Idő     | Mj |
| -- | - | ------------------ | ------------- | ------- | -- |
| 1. | 5 | Bai Anqi           | Kína          | 1:02.33 | Q  |
| 2. | 4 | Alekszandra Papusa | Oroszország   | 1:02.62 | Q  |
| 3. | 2 | Klaudia Nazieblo   | Lengyelország | 1:03.57 | Q  |
| 4. | 3 | Ida Lindborg       | Svédország    | 1:03.99 | Q  |
| 5. | 7 | Yulduz Kuchkarova  | Üzbegisztán   | 1:04.03 | Q  |
| 6. | 6 | Juanita Barreto    | Kolumbia      | 1:04.64 |    |
| 7. | 1 | Martina Elhenicka  | Csehország    | 1:05.43 |    |
| 8. | 8 | Lotta Nevalainen   | Finnország    | 1:05.96 |    |

## Döntő
| H     | P | Név                | Nemzet        | Idő     | Mj |
| ----- | - | ------------------ | ------------- | ------- | -- |
| Arany | 4 | Darina Zevina      | Ukrajna       | 1:01.51 |    |
| Ezüst | 5 | Bay Anqi           | Kína          | 1:01.97 |    |
| Bronz | 3 | Alekszandra Papusa | Oroszország   | 1:02.15 |    |
| 4.    | 2 | Klaudia Nazieblo   | Lengyelország | 1:03.07 |    |
| 5.    | 6 | Lovisa Eriksson    | Svédország    | 1:03.40 |    |
| 6.    | 7 | Ida Lindborg       | Svédország    | 1:03.60 |    |
| 7.    | 1 | Marie Jugnet       | Franciaország | 1:03.65 |    |
| 8.    | 8 | Yulduz Kuchkarova  | Üzbegisztán   | 1:04.46 |    |

## Fordítás
Ez a szócikk részben vagy egészben  a   Swimming at the 2010 Summer Youth Olympics – Girls' 100 metre backstroke című angol Wikipédia-szócikk fordításán alapul.  Az eredeti cikk szerkesztőit annak laptörténete sorolja fel. Ez a jelzés csupán a megfogalmazás eredetét és a szerzői jogokat jelzi, nem szolgál a cikkben szereplő információk forrásmegjelöléseként.